# شمبل و شاهی
شمبل و شاهی (شَمبَل ءُ شاهی) یک مجموعه تلویزیونی بلوچی در ژانر طنز اجتماعی به تهیه کنندگی محمد دین دشتی از شبکه هامون به روی آنتن رفته است.
شمبل و شاهی طولانی ترین اثر سریالی بلند با زبان و فرهنگ بلوچ در تاریخ انقلاب است.
این مجموعه نگاهی به جامعه بلوچستان ایران دارد و محدودیت های بلوچ ها را نشان میدهد. زبان مجموعه بلوچی با زیرنویس فارسی است.

### خلاصه داستان
شمبل که به خبرنگاری مشغول است، با دو دوست صمیمی خود مزار و دودا، می خواهد تحول بزرگی را در زندگی خود ایجاد کند.

### بازیگران
- ابراهیم ساویز در نقش شمبل
- منصور پاد در نقش مزار
- صادق سهرابی در نقش دودا
- عبدالنبی دهدار
- فاطمه رحیمی
- حسین بلوچ